# Vaux-Andigny British Cemetery
 Vaux-Andigny British Cemetery is een Britse militaire begraafplaats met gesneuvelden uit de Eerste Wereldoorlog en gelegen in de Franse gemeente Vaux-Andigny (departement Aisne).
De begraafplaats werd ontworpen door Arthur Hutton en ligt aan de Rue des Parachutistes op 750 m ten zuidoosten van het centrum (gemeentehuis). Ze heeft een rechthoekig grondplan met een oppervlakte van 191 m² en wordt, behalve aan de straatzijde, omsloten door een natuurstenen muur.
Aan de voorzijde bevindt zich de open toegang via een trap met negen opwaartse treden tussen twee stenen bloembakken. Het Cross of Sacrifice staat centraal op het terrein. De begraafplaats wordt onderhouden door de Commonwealth War Graves Commission.
Er liggen 65 Britten begraven waaronder 3 niet geïdentificeerde.
Op de gemeentelijke begraafplaats ligt ook een Britse gesneuvelde.

## Geschiedenis
Vaux-Andigny werd in oktober 1918 door Amerikaanse en Britse troepen veroverd.
Oorspronkelijk lagen er Britse en, in een apart veld, Duitse graven, maar na de wapenstilstand werden de Duitse graven verwijderd. De 35 Britse graven die in de uitbreiding van de gemeentelijke begraafplaats lagen werden naar hier overgebracht.

### Onderscheiden militairen
- sergeant W.J. Milton (South Wales Borderers) werd onderscheiden met de Distinguished Conduct Medal en de Military Medal (DCM, MM).
- pionier W. Newman (Royal Engineers) en soldaat G. Wildsmith (Sherwood Foresters (Notts and Derby Regiment)) werden onderscheiden met de Military Medal (MM).
- soldaat Frederick East (Leicestershire Regiment) werd onderscheiden met het Franse Croix de Guerre.